# Translocación proteica
La translocación proteica es el proceso de liberación del ribosoma a la superficie de los orgánulos y la introducción de la proteína "inmadura" en su interior.

## Ejemplo de translocación
La translocación en el retículo endoplasmático. SRP es reconocida por "proteínas receptoras" de la membrana del REr. El ribosoma se acopla gracias al complejo proteico "receptor ribosómico" y la PRS  salta de la estructura. En este momento vuelve a traducir y comienza la translocación. 
La proteína entra en el interior del REr gracias a un complejo proteico, translocador proteico o translocón (una especie de poro o canal). Al terminar la traducción, dentro del REr hay una "peptidasa señal" que "corta" el péptido señal, que estaba unida al Translocón, quedando libre en el interior del REr, y ya puede comenzar la maduración de la proteína.

## Diferentes translocaciones
Hay dos tipos de translocaciones:
- Co-traduccional: Es el caso expuesto, la traducción y la translocación es a la vez.

- Post-traduccional: Primero se hace la traducción y luego la translocación, sin fusión de vesículas. Ocurre en la mitocondria, plastidio o peroxisoma.